# 김정희선생필적암각문
김정희선생필적암각문(金正喜先生筆蹟岩刻文)은 대한민국 충청남도 예산군 신암면 화암사에 있는 조선시대의 암각문이다. 1998년 12월 24일 충청남도의 기념물 제151호로 지정되었다.

## 개요
화암사 뒷편에 자리한 2개의 바위에 각각 '시경(詩境)', '천축고선생택(天竺古先生宅)'이라 새겨 놓은 것으로, 모두 추사 김정희 선생의 글씨이다.
이 곳에서 500여m 떨어진 곳에 '소봉래(小蓬來)'라는 글귀가 있으며, 이 글귀 밑으로 '추사제(秋史題)'라 쓴 작은 글씨도 보인다.

## 같이 보기
- 김정희

## 참고 문헌
- 김정희선생필적암각문 - 국가유산청 국가유산포털